# ميتال سلج 6
ميتال سلج 6 (بالإنجليزية: Metal Slug 6)‏ (باليابانية: メタルスラッグ 6) ، هي الجزء السادس من سلسلة ميتال سلج الرئيسية، أنتجها شركة إس إن كاي اليابانية سنة 2006م، وتعمل على عدة أنظمة التشغيل ومنها وي وبلاي ستيشن 2 وإكس بوكس.

## وصلة خارجية
- Metal Slug 6 at the official Japanese website of SNK Playmore
- Metal Slug 6 على موبي غيمز